# Henri-Floris Jespers
Henri-Floris Jespers (Etterbeek, 6 oktober 1944 – Antwerpen, 9 april 2017) was een Vlaams schrijver en redacteur. Hij was de kleinzoon van de expressionistische schilder Floris Jespers.
Jespers begon zijn carrière met gedichten in het Frans en ging later schrijven en dichten in het Nederlands. Hij was onder andere betrokken bij het tijdschrift De Tafelronde en als voorzitter (later erevoorzitter) van de Vereniging van Vlaamse Letterkundigen.